# 达洛
达洛（1931年—），青海兴海县人，藏族，中共第九届、十届中央候补委员（任至文化大革命结束）。

## 生平
1954年加入中国共产党，曾任中共青海省海南藏族自治州书记处书记、青海大学牧兽医学院副院长，1966年后任青海大学革委会主任、青海省革命委员会副主任、中共青海省委副书记。